# Universidad de Temuco
La Universidad de Temuco (UT) fue una universidad privada chilena, fundada en 1989 por el empresario Carlos Parra Acuña en la ciudad de Temuco, Provincia de Cautín, Región de La Araucanía.
Funcionó entre 1990 y 1999, sin obtener autonomía de conformidad a la legislación chilena, ello por no haber dado cumplimiento oportuno a las observaciones formuladas por el Consejo Superior de Educación, lo cual le valió la cancelación de su personalidad jurídica.

## Historia
La Universidad de Temuco fue constituida oficialmente con fecha 30 de agosto de 1989, tras su anotación con el Folio C N.º 36 del Libro de Registro de Universidades del Ministerio de Educación, iniciando sus actividades en 1990.
Su campus se encontraba ubicado en avenida Alemania, en la intersección con calle Doctor Carrillo, el cual contaba con edificios con salas de clases, laboratorios, bibliotecas y oficinas administrativas.
Se destacó por la participación de su equipo de básquetbol en la División Mayor del Básquetbol de Chile (DIMAYOR), el cual fue campeón en las ediciones N°15 y 16, en los años 1993 y 1994 respectivamente, y subcampeón en la edición N°17 en el año 1995.
Con fecha 25 de marzo de 1999, mediante Acuerdo N°29 del Consejo Superior de Educación, entidad encargada del licenciamiento de las instituciones de educación superior, se determinó que "la Universidad de Temuco no ha subsanado satisfactoria y oportunamente las observaciones que formuló reiteradamente el Consejo Superior de Educación en sus acuerdos, lo que redunda en la mantención de un grave y prolongado estado de deterioro institucional, al extremo de resultar inviable el normal desarrollo académico y administrativo de la institución", ello durante el proceso de acreditación de la institución. De ese modo, la referida entidad pública, en el marco de sus atribuciones, solicitó al Ministerio de Educación la cancelación de la personalidad jurídica y revocación de reconocimiento oficial de la Universidad, requiriendo además que la solicitud cumpliera sus efectos no antes del 31 de diciembre de 1999, "con el objeto de permitir la finalización de los procesos académicos de los alumnos actualmente matriculados en la Universidad de Temuco".
Lo anterior produjo una profunda crisis al interior de la institución, y una gran incertidumbre entre el alumnado respecto a la continuidad de sus estudios, el cual se manifestó ante dicha situación mediante protestas, tomas y barricadas en las inmediaciones del campus. Ello motivó a un grupo de alumnos de la Universidad a establecer contacto con universidades de Santiago, con el objetivo de encontrar una solución. En dicho contexto, la Universidad Mayor ofreció expandir su proyecto académico a la ciudad de Temuco, a fin de llenar el vacío que dejaba el fallido proyecto de la Universidad de Temuco, adoptando medidas para garantizar la continuidad de estudios de los alumnos.
Durante su funcionamiento, la Universidad de Temuco impartió diversas carreras, como derecho, contabilidad, trabajo social, ingeniería forestal y arquitectura, entre otras, otorgándo títulos profesionales a varios estudiantes antes de su cierre definitivo.